# Obilićev venac
Obilićev venac (en serbe cyrillique : Обилићев венац), est une rue de Belgrade, la capitale de la Serbie, située dans la municipalité urbaine de Stari grad.

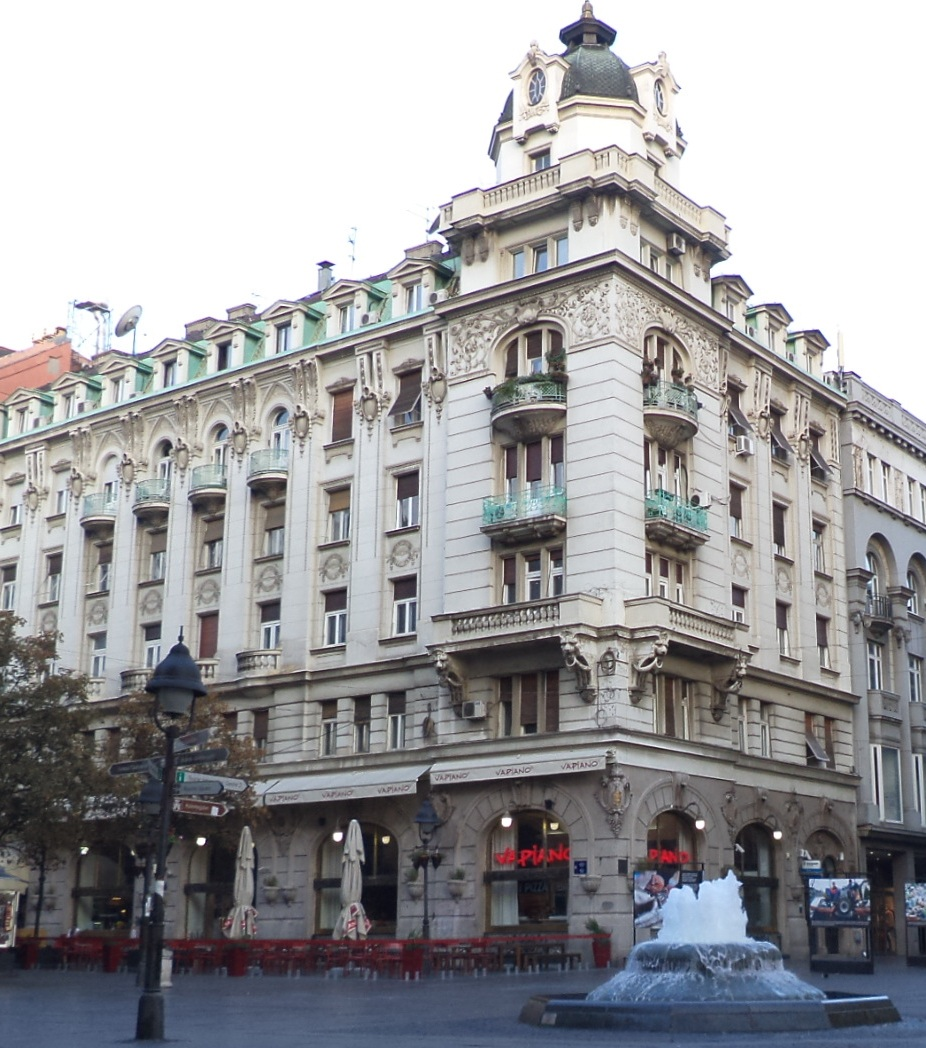
L'immeuble de la famille ANTONIJEVIC, connu sous l'appellation de "La Kafana Ruski car", au no.29, d'un style Art Nouveau tardif, 1922.

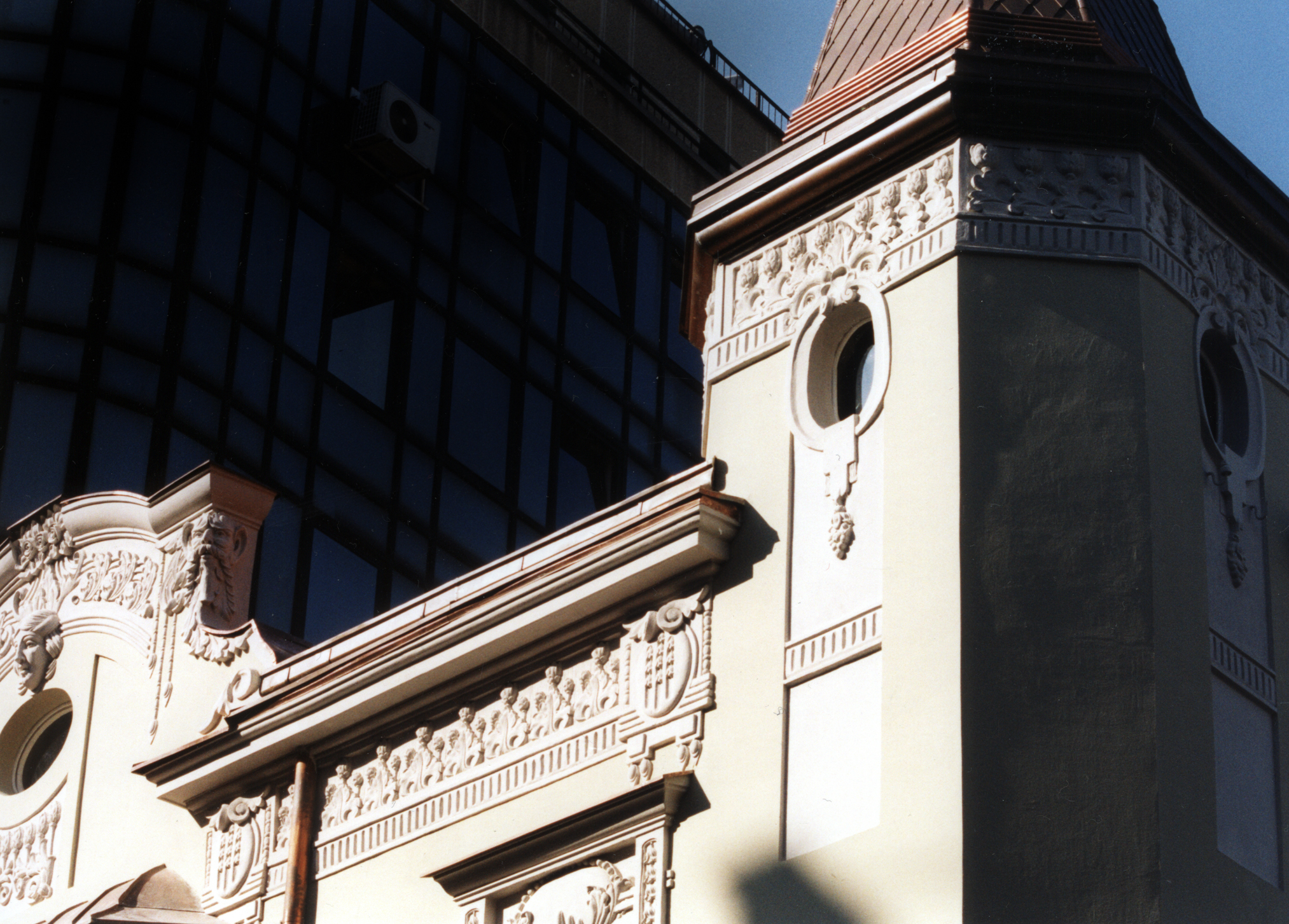
Exemple d'un immeuble de style Art Nouveau, sis au no. 16, "Maison de la famille RESAVAC", 1906, détail.

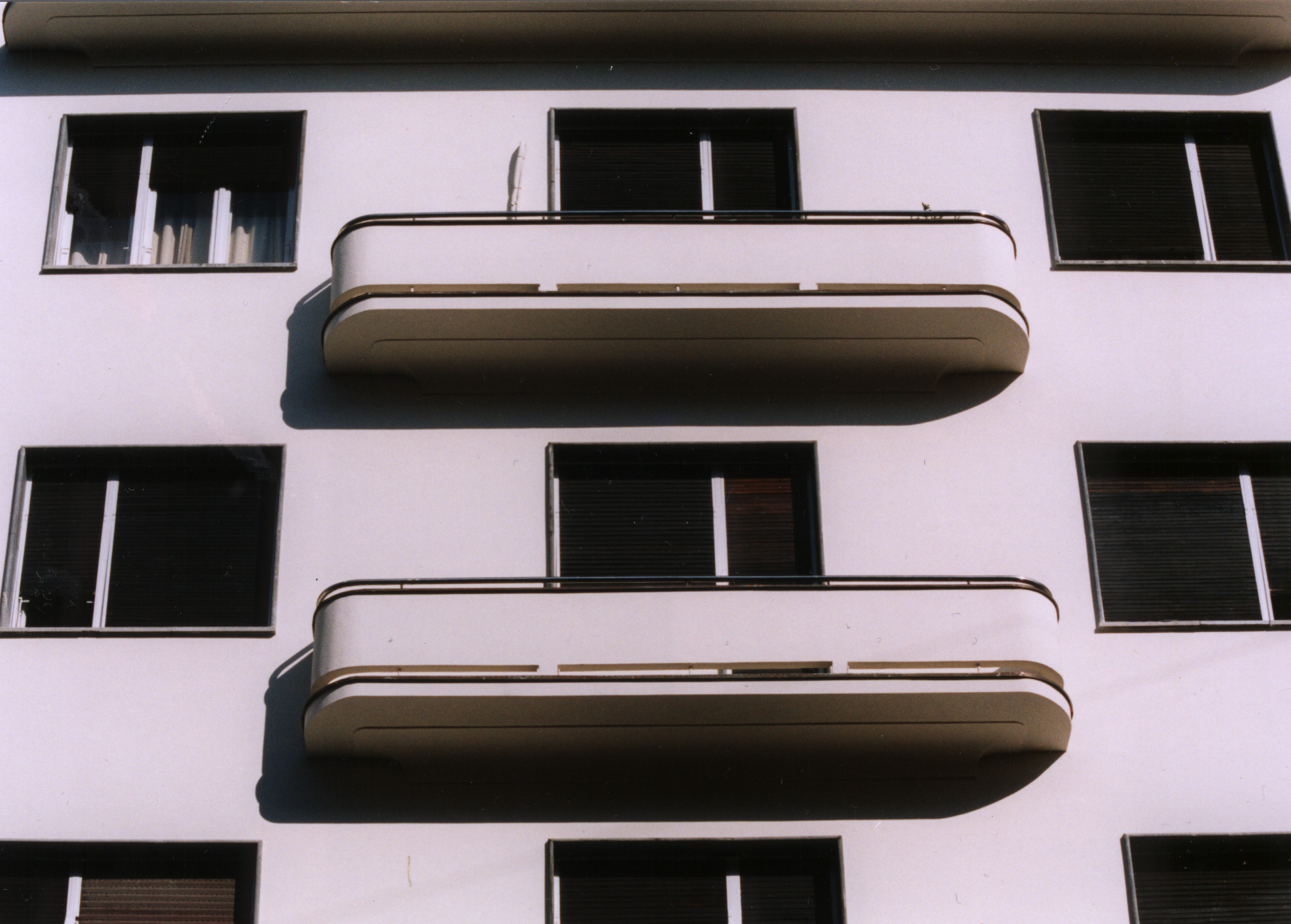
L'Immeuble d'habitation de Miša SIMIĆ (au no.22), 1938, style Moderniste, détail de la façade.

## Parcours
Obilićev venac naît au carrefour des rues Cara Lazara, Carice Milice et Đure Jakšića. Elle s'oriente vers le sud-ouest et croise Topličin Venac (sur sa droite) et la rue Zmaj Jovina (sur sa gauche). Elle s'oriente ensuite brutalement vers le nord-ouest et aboutit dans les rues Kneza Mihaila' et sur la place de la République (Trg Republike).

## Dédicace
Miloš Obilić, (Translittération en français : Miloche Obilitch), chevalier médiéval serbe de la principauté de Zeta (actuel Monténégro), est une figure majeure de la poésie épique serbe après la bataille de Kosovo Polje en 1389. En effet, pendant la bataille du Kosovo en 1389, il passa à travers les lignes turques, pour arriver jusqu’à la tente du sultan Murad Ier, où il tua ce dernier avec un poignard qu'il avait caché dans ses vêtements. Le "culte d'Obilić" est profondément ancré dans la mémoire collective serbe et la rue fut inaugurée en 1867 par le prince Michel III Obrenović afin de symboliser, ensemble avec les rues Kosančićev venac et Topličin venac (ses frères de sang étaient les chevaliers Milan Toplica et Ivan Kosančić), la "Serbie éternelle", à la fois médiévale et moderne.

## Architecture, histoire et culture
La Kafana Ruski car est un restaurant fondé en 1875. Ayant rendu célèbre l'immeuble dans lequel il se trouve, les deux appartenaient à la famille Antonijević (habitants de la rue depuis la fin du XIXe siècle) jusqu'à leurs nationalisations respectives par l'État yougoslave "communiste" en 1958. L'immeuble est situé aux nos. 7 rue Knez Mihailova et 29 rue Obilićev venac. A été construit entre 1922 et 1926 d'après un projet de l'architecte Petar Popović et en collaboration avec l'architecte Dragiša Brašovan ; en raison de son importance architecturale, l'immeuble figure sur la liste des monuments culturels protégés de la république de Serbie et sur la liste des biens culturels protégés de la ville de Belgrade.
Le bâtiment du PRIZAD au n° 2, a été construit en 1937 par l'architecte Bogdan Nestorović dans un style typiquement moderniste ; il est inscrit sur la liste des biens culturels de la ville de Belgrade. Depuis la révolution communiste de 1945 jusqu'au début des années 1960, cet immeuble fut le siège de la OZNA, (puis UDBA), police politique de repression du régime yougoslave de Joseph Broz (dit "Tito"). L'Hôtel Majestic situé au n° 28, a été construit entre 1936 et 1937 par son propriétaire de l'époque, l'architecte Milan S. Minić ; il est lui aussi classé. L'immeuble d'habitation situé au n° 22, datant de 1938, construit sur ordre de son propriétaire (d'avant la Seconde Guerre mondiale), Miša V. Simić, ainsi qu'au n° 24, l'immeuble des Frères Srbić (datant de 1940), ont été construits d'après les plans de l'architecte Branislav Marinković (1902-1981) et représentent, par conséquent, toutes les meilleures qualités de l'architecture "moderne" des années 1930 du XXe siècle belgradois.

Mosquée d'Ibrahim-bey, XVIe siècle, à l'angle des rues Obilicev venac et Kneza Mihaila, en 1717, transformée par les autrichiens en église chrétienne.

Force est de constater que la rue Obilićev venac recèle quelques autres curiosités, peu visibles de prime abord; notamment, qu'elle est habitée depuis plus de 150 ans par la famille Simić et Krsmanović-Simić, (descendant du prince Jovan Simić Bobovac). Ce fut en effet, Mijailo Simić (1837-1901), juge, auditeur près de la Cour des comptes du royaume de Serbie et maire d'arrondissement (Municipalité de Stari Grad aujourd'hui) qui avait acquis en 1860 l'hôtel particulier sis au no. 22, démoli en 1938 pour céder la place à l'immeuble d'habitation de style "moderniste", construit par son petit-fils Miša V. Simić (1903-1976).
En remontant au XVIIIe siècle, à l'époque de la libération de Belgrade en 1717 par le prince Eugène de Savoie, les Autrichiens, soucieux d'accorder à la ville de Belgrade une touche résolument "européenne", construisent en 1723, à l'angle des rues Obilicev venac et Knez Mihailova (aujourd'hui l'immeuble abritant l'horloge publique "INSA" et la parfumerie "Glamour") le "palais du prince Charles-Alexandre de Wurtemberg", (gouverneur du royaume de Serbie de 1717 à 1739). Le "Palais Wurtemberg" a été depuis classé l'un des plus beaux immeubles de style baroque en Serbie. Malheureusement, aucune trace de ce joyau architectural ne subsiste à ce jour car il fut démoli en 1739 lors de la reprise de la ville de Belgrade par les Ottomans.
Nous noterons aussi que sous l'occupation des Turcs, au no. 32, se trouvait la "mosquée Ibrahim-bey", principal lieu de prière des musulmans à Belgrade de 1580 à 1717, date après laquelle celle-ci fut transformée partiellement en église catholique puis définitivement démolie lors de la reconstruction de Belgrade en 1867.
Enfin, l'immeuble actuel sis à l'emplacement de la mosquée précitée, (ex grand magasin "Robne kuće Beograd"), fut construit par la famille Radojlović en 1936 dans le pure style "moderniste" des années 30-40 pour y installer, à l'instar de la Samaritaine, Le Bon Marché et les Galeries Lafayette, le premier grand magasin belgradois nommé "TA-TA". Nationalisé en 1946 par le régime communiste, le magasin est désaffecté depuis 2011 à la suite d'un litige relatif à la demande de restitution de celui-ci, formulée auprès des autorités serbes par ses anciens propriétaires et/ou leurs ayants droit (les Radojlović-Komadinić).
La galerie d'art Grafički kolektiv, créée en 1949, de réputation internationale notoire et reconnue, se trouve au n° 27.

## Média
L'agence de presse Tanjug est située depuis les années 1960 au n° 2 de la rue, dans l'ancien bâtiment du PRIZAD.

## Économie
Un centre commercial nommé City Passage se trouve au n° 18 de la rue ; ouvert en 1993, il s'étend sur 6 000 m2 et comporte 105 commerces de détail et des bureaux.
L'Hotel Majestic est situé au n° 28 ; il est toujours installé dans ses locaux d'origine des années 1930.

## Transports
Obilićev venac dispose d'un parc de stationnement spacieux, situé au n° 12.

## Littérature
- Beograd na starim mapama XVIII-XXI veka, v. link : http://www.urbel.com/documents/monografija-web1.pdf
- Đurić-Zamolo, dr Divna "Graditelji Beograda 1815-1914, Muzej Grada Beograda, 1981.
- Đurić-Zamolo, dr Divna "Beograd - kao orijentalna varoš pod Turcima", Muzej Grada Beograda, 1977.
- Đurić-Zamolo, dr Divna "Beograd 1930 na fotografijama Jeremije Stanojevića", Katalog VI, Serija zbirke i legati Muzeja grada Beograda, 1974.
- Vasić, dr Pavle "Barok u Beogradu 1718-1739", in "Oslobođenje gradova u Srbiji od Turaka 1862-1867", SAN, Beograd, 1970.
- Đorđević, Tihomir "Stanovništvo u Srbiji posle Velike seobe", in "Godišnjica Nikole Čupića", XXXVI, Beograd, 1927.
- Šabanović, Hazim "Urbani razvitak Beograda od 1521. do 1688. godine", Godišnjak grada Beograda, XVII, Beograd, 1970.
- "Letters of the Right Honourable Lady Mary Wortly Montagu: Written during her Travels in Europe, Asia and Africa, to Persons of Distinction, Men of Letters, etc., in different parts of Europe", printed for M. Cooper, London, 1763.
- Popović, Vladeta "Ledi Meri Vortli Montegju i njena knjiga pisama iz Turske", in "Godišnjica Nikole Čupića", XLV, Beograd, 1936.
- Krsmanović-Simić, Marko "Fasade Obilićevog venca kroz vreme", katalog sa izložbe starih i savremenih fotografija fasada Obilićevog venca, održane u Galeriji Grafičkog kolektiva u Beogradu, Oktobar 2003.
- Đurić-Zamolo, dr Divna "Hoteli i kafane XIX veka u Beogradu", Muzej grada Beograda, 1988.
- Gordić, dr Gordana "Arhitektonsko nasleđe grada Beograda I", katalog arhitektonskih objekata na području grada Beograda 1690-1914, ZZZSKGB, Saopštenja, sv.6, Beograd, 1966.
- Popović, dr Dušan J. "Srbija i Beograd od Požarevačkog do Beogradskog mira (1718-1739), Beograd, 1950.
- Popović, dr Marko "Područje Knez Mihailove ulice u sklopu urbanog jezgra rimskog Singidunuma", in "Knez Mihailova, zaštita nasleđa - uređenje prostora", (pod uredništvom ak. Nedeljka Gvozdenovića), Galerija SANU, 1975.
- Derwichevitch, Chemso "Evolution de Belgrade", Jouve et Cie., Paris 1939.
- "Beogradska tvrđava kroz istoriju", katalog sa izložbe održane u Galeriji SANU decembar 1969. – mart 1970.
- Gump, Johan Batista (Johann Baptista Gumpp, 1651-1728), http://daten.digitale-sammlungen.de/~db/0007/bsb00073463/images/
- "Secesija na beogradskim fasadama", izložba fotografija Miloša Jurišića, Galerija Nauke i Tehnike SANU, 2008.
- "Istorija Beograda", I,II i III Tom, (pod uredništvom ak. Vase Čubrilovića), Prosveta, Beograd, 1974.
- Trajković, Nikola "Spomenar o starom Beogradu", Sloboda, Beograd, 1984.
- Golubović, Vidoje "Mehane i kafane starog Beograda", Službeni Glasnik, 2007.
- "Adresna knjiga", Beograd, izd. "Bezbednost", 1912.
- Nestorović, Nikola "Građevine i arhitekti u Beogradu prošlog stoleća", Beograd, Udruženje jugoslovenskih inženjera i arhitekata, 1937.
- Nestorović, Bogdan "Razvoj arhitekture Beograda od kneza Miloša do prvog svetskog rata (1815-1914). - GMGB, I, 1954.
- Perović, Miloš R. "Srpska arhitektura XX veka - od istoricizma do drugog modernizma", Arhitektonski fakultet Univerziteta u Beogradu, Beograd, 2003.